# Christian Hermann Walde

Christian Hermann Walde

Christian Hermann Walde (* 7. Dezember 1855 in Schneeberg; † 15. Dezember 1906 in Warmbrunn) war ein deutscher Holzschnitzer, Bildhauer und Fachbuchautor.

## Leben
Walde absolvierte nach dem Besuch der Volksschule in Schneeberg eine Tischler- und eine Bildhauerlehre. Die Wanderschaft nach seiner Lehre führte in u. a. nach Karlsruhe, Mailand und Wien, um sich in seinen Berufen weiterzubilden. In Wien war er Vorarbeiter bei den Schnitzarbeiten in der neuen katholischen Kirche St. Joachimsthal.
Zurück in Sachsen besuchte er die Kunst- und Gewerbeschule in Dresden, die er mit der Prüfung zum Zeichenlehrer abschloss. Ihm wurde anlässlich der guten Prüfergebnisse die sächsische Staatsmedaille in Silber verliehen.
1884 wurde er zum Lehrer und später zum Direktor der neu gegründeten Fachschule für Drechsler und Bildhauer in Leisnig an der Mulde berufen.
Die königliche sächsische Regierung sandte ihn zu den Weltausstellungen 1897 in Brüssel und 1900 in Paris.
Der sächsische König Albert  verlieh ihm in Anerkennung seiner Verdienste 1901 den Professorentitel.
1898 wurde Walde vom preußischen Handelsministerium beauftragt, ein Gutachten über die Einrichtung einer Holzschnitzschule im Kreis Hirschberg/Schlesien zu erstellen. Er war zu dieser Zeit Direktor der Fachschule für Drechsler und Bildschnitzer in Leipzig.
1899 beauftragte das Ministerium ihn, die Baupläne für diese Einrichtung zu erarbeiten und den Bau vorzubereiten. 1901 wurde die Schule eröffnet und er wurde Gründungsdirektor der Holzschnitzschule Bad Warmbrunn, die er von ihrer Eröffnung bis zu seinem Tod 1906 leitete.

## Familie
Walde war mit Gertraud Walde verheiratet. Er hatte einen Sohn, Hans Walde, der Pfarrer an der Marienkirche in Leipzig-Stötteritz war, und eine Tochter Gertrud Walde, Schriftstellerin. Der Geologe Detlef Walde aus Brasilia und der deutsche Politiker Eberhard Walde sind seine Urenkel.

## Werke
- Ständiger Mitarbeiter der  Leipziger "Zeitschrift für Drechsler, Elfenbeingraveure und Holzbildhauer".
- Schilder, Kartuschen und Rahmen. Vorlagenwerk. Hrsg. von der deutschen Fachschule für Drechsler und Bildschnitzer zu Leipzig. Verlag Gerhard Kühtmann, Dresden 1898.
- Der praktische Tischler. Handbuch für Bau- und Möbeltischler, Fachschüler. Bearb. und hrsg. von Ch. Herm. Walde. Verlag J. J. Arnd, Leipzig 1902. (3. verbesserte und vermehrte Aufl. 1905).
- Handbuch der Drechslerei. Bearb. von Chr. Hermann Walde und Hugo Knoppe. Verlag J. J. Weber, Leipzig 1903.
- Der praktische Tischler. Handbuch für Bau- und Möbeltischler. Verlag Th. Schäfer, Hannover 1992, ISBN 3-88746-298-X ("Edition libri rari").(Reprint der Ausgabe Leipzig 1906/07).
- Handbuch der Drechslerei. Verlag Th. Schäfer, Hannover 1989, ISBN 3-88746-231-9 (Reprint der Ausgabe Leipzig 1938) ("Edition libri rari").